# Maechidius latus
Maechidius latus är en skalbaggsart som beskrevs av Waterhouse 1875. Maechidius latus ingår i släktet Maechidius och familjen Melolonthidae. Inga underarter finns listade i Catalogue of Life.